# Каблі
Ка́блі (ест. Kabli küla) — село в Естонії, у волості Гяедемеесте повіту Пярнумаа.

## Населення
Чисельність населення на 31 грудня 2011 року становила 268 осіб.

## Географія
Село лежить на березі затоки Пярну.

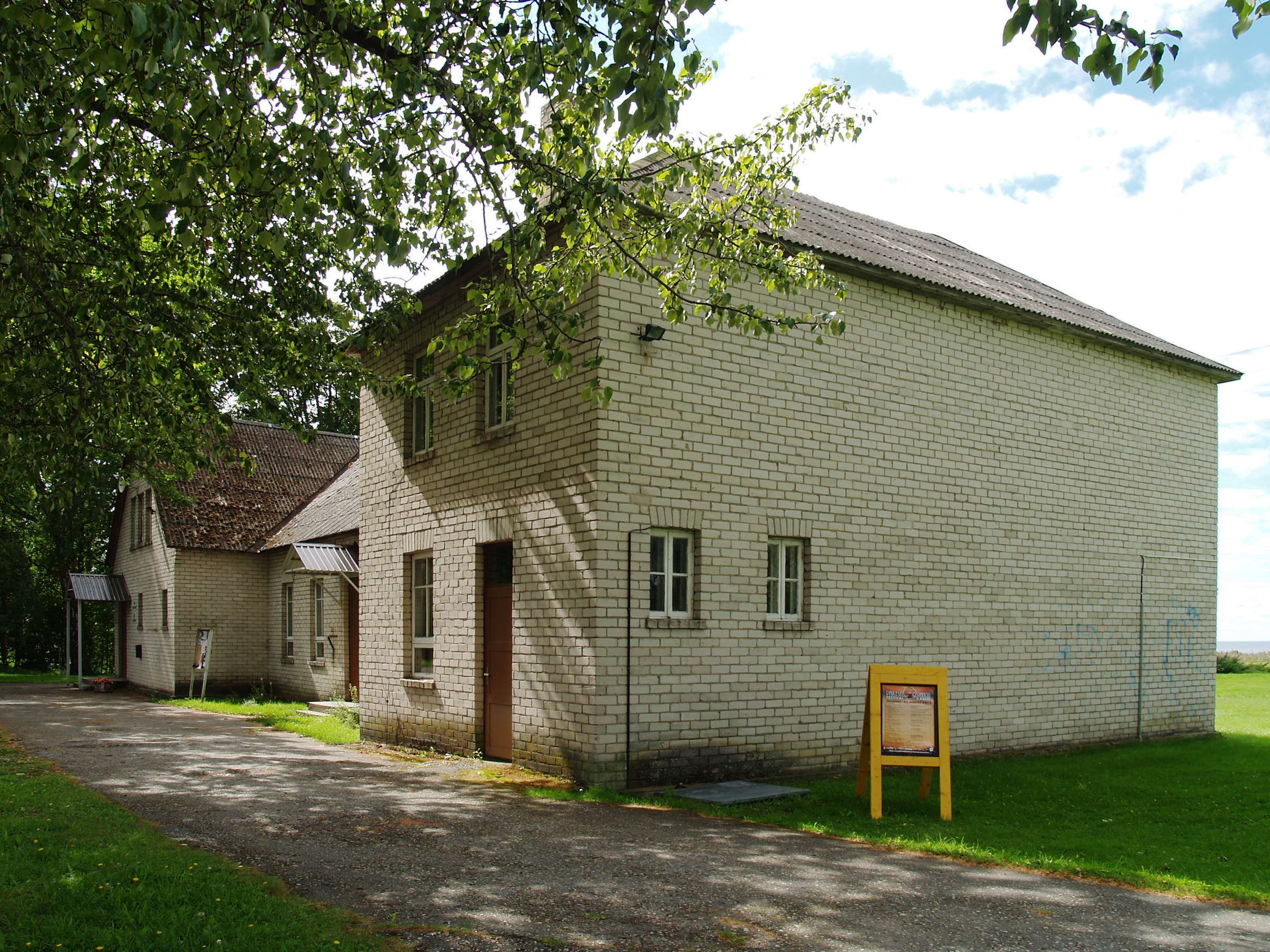
Народний будинок і бібліотека

Через населений пункт проходить автошлях 331 (Раннаметса — Ікла). Від села починається дорога 336 (Каблі — Массіару).